# جو هيوز
جو هيوز (بالإنجليزية: Joe Hughes)‏ (1898 في المملكة المتحدة - ) هو لاعب كرة قدم ويلزي في مركز حراسة المرمى. لعب مع غريمسبي تاون.